# U-71
Unterseeboot 71 foi um submarino alemão do Tipo VIIC, pertencente a Kriegsmarine que atuou durante a Segunda Guerra Mundial.
O U-71 esteve em operação entre os anos de 1940 e 1945, realizando neste período dez patrulhas de guerra, nas quais afundou e danificou 5 navios aliados. Foram abertos buracos em seu casco para afundar no dia 2 de maio de 1945 em Wilhelmshaven.

## Comandantes
| Comandante                       | Data                                         |
| -------------------------------- | -------------------------------------------- |
| KrvKpt. Walter Flachsenberg      | 14 de dezembro de 1940 - 3 de julho de 1942  |
| Oblt. Hardo Rodler von Roithberg | 3 de julho de 1942 - 1 de maio de 1943       |
| Oblt. Uwe Christiansen           | Jul, 1943 - maio de 1944                     |
| Ltn. Erich Krempl                | 1 de julho de 1943 - Jul, 1943               |
| Oblt. Curt Hartmann              | maio de 1944 - 7 de junho de 1944            |
| Oblt. Emil Ranzau                | 8 de junho de 1944 - 27 de fevereiro de 1945 |

## Subordinação
| Período                                     | Flotilha                                  |
| ------------------------------------------- | ----------------------------------------- |
| 14 de dezembro de 1940 - 31 de maio de 1941 | 7. Unterseebootsflottille (treinamento)   |
| 1 de junho de 1941 - 31 de maio de 1943     | 7. Unterseebootsflottille (fronte)        |
| 1 de junho de 1943 - 30 de junho de 1944    | 24. Unterseebootsflottille (treinamento)  |
| 1 de julho de 1944 - 1 de fevereiro de 1945 | 22. Unterseebootsflottille (navio escola) |

## Operações conjuntas de ataque
O U-71 participou das seguinte operações de ataque combinado durante a sua carreira:
- Rudeltaktik Grönland (10 de agosto de 1941 - 27 de agosto de 1941)
- Rudeltaktik Bosemüller (28 de agosto de 1941 - 2 de setembro de 1941)
- Rudeltaktik Seewolf (2 de setembro de 1941 - 3 de setembro de 1941)
- Rudeltaktik Breslau (2 de outubro de 1941 - 29 de outubro de 1941)
- Rudeltaktik Seeräuber (21 de dezembro de 1941 - 23 de dezembro de 1941)
- Rudeltaktik Seydlitz (27 de dezembro de 1941 - 16 de janeiro de 1942)
- Rudeltaktik Endrass (12 de junho de 1942 - 16 de junho de 1942)
- Rudeltaktik Wolf (13 de julho de 1942 - 30 de julho de 1942)
- Rudeltaktik Pirat (31 de julho de 1942 - 3 de agosto de 1942)
- Rudeltaktik Steinbrinck (3 de agosto de 1942 - 7 de agosto de 1942)
- Rudeltaktik Panther (10 de outubro de 1942 - 20 de outubro de 1942)
- Rudeltaktik Veilchen (20 de outubro de 1942 - 7 de novembro de 1942)
- Rudeltaktik Falke (28 de dezembro de 1942 - 19 de janeiro de 1943)
- Rudeltaktik Landsknecht (19 de janeiro de 1943 - 28 de janeiro de 1943)
- Rudeltaktik Hartherz (3 de fevereiro de 1943 - 7 de fevereiro de 1943)
- Rudeltaktik Adler (7 de abril de 1943 - 13 de abril de 1943)
- Rudeltaktik Meise (13 de abril de 1943 - 17 de abril de 1943)